# Pizieux

Pizieux este o comună în departamentul Sarthe, Franța. În 2009 avea o populație de 86 de locuitori.